# Губерово
Гу́берово — село в Пожарском районе Приморского края. Административный центр Губеровского сельского поселения.

## География
Село Губерово расположено на Транссибе, две дороги к селу идут на запад от автотрассы «Уссури» между селом Совхоз Пожарский и селом Знаменка, расстояние до административного центра посёлка Лучегорск (на север) около 40 км.
На юге к Губерово примыкает Новостройка — спутник села.

## Население
| 2002 | 2005 | 2010 |
| ---- | ---- | ---- |
| 763  | ↘751 | ↘631 |

## Улицы
| - ул. Вокзальная, - пер. Вокзальный, - ул. Комсомольская, | - ул. Кооперативная, - ул. Пограничная, - ул. Советская, | - ул. Совхозная, - ул. Центральная, - ул. Цыбульского. |

## Инфраструктура
В селе находится станция Губерово Дальневосточной железной дороги.